# Jay-Z MTV Unplugged
Pour les articles homonymes, voir MTV Unplugged.
Albums de Jay-Z
The Blueprint
(2001) Chapter One: Greatest Hits
(2002)
Jay-Z: MTV Unplugged est un album live de Jay-Z, sorti en 2001. Il s'agit d'un concert acoustique enregistré dans les studios de MTV au One Astor Plaza pour l'émission MTV Unplugged. Le rappeur Il est accompagné sur scène par les musiciens de The Roots, qui produisent l'album, et leur leader-batteur ?uestlove. Jay-Z reprend quelques tubes de ses précédents albums, notamment The Blueprint.

## Liste des titres
| No  | Titre                                                            | Compositeurs des morceaux originaux | Durée |
| --- | ---------------------------------------------------------------- | ----------------------------------- | ----- |
| 1.  | Intro / Izzo (H.O.V.A.)                                          | Kanye West                          | 5:08  |
| 2.  | Takeover                                                         | Kanye West                          | 5:57  |
| 3.  | Girls, Girls, Girls                                              | Just Blaze                          | 4:41  |
| 4.  | Jigga What, Jigga Who                                            | Timbaland                           | 2:34  |
| 5.  | Big Pimpin'                                                      | Timbaland                           | 4:11  |
| 6.  | Heart of the City (Ain't No Love)                                | Kanye West                          | 4:05  |
| 7.  | Can I Get A...                                                   | Irv Gotti & Lil' Rob                | 1:42  |
| 8.  | Hard Knock Life (Ghetto Anthem)                                  | Mark the 45 King                    | 1:31  |
| 9.  | Ain't No Nigga                                                   | Big jaz                             | 1:02  |
| 10. | Can't Knock the Hustle / Family Affair (featuring Mary J. Blige) | Knobody / Dr. Dre                   | 6:06  |
| 11. | Song Cry                                                         | Just Blaze                          | 7:04  |
| 12. | I Just Wanna Love U (Give It 2 Me) (featuring Pharrell Williams) | The Neptunes                        | 6:58  |
| 13. | Jigga That Nigga / People Talking                                | Poke and Tone / Ski                 | 8:22  |

## Crédits
- Leonard « Hub  » Hubbard : guitare basse
- Ahmir « ?uestlove » Thompson - batterie, producteur
- Damon Bennett : flûte
- Ben Kenney : guitare acoustique
- Kamal Gray : claviers
- Omar Edwards : Claviers
- Aaron "Gushie" Dramper - percussions
- Frank "Knuckles" Walker : percussions
- Scratch : percussions vocales, chœurs
- The Roots : producteurs et musiciens
- Alexandra Leem : cordes
- Fiona Murray : cordes
- Ghislaine Fleischmann : cordes
- Larry Gold : cordes
- Jaguar Wright : chant

## Classements
| Classements (2001)     | Meilleure position |
| ---------------------- | ------------------ |
| Billboard 200          | 20                 |
| Top R&B/Hip Hop Albums | 8                  |

## Annexe